# Philipp Nagl
Pour les articles homonymes, voir Nagl.
 (septembre 2024).
La mise en forme du texte ne suit pas les recommandations de Wikipédia : il faut le « wikifier ».
Les points d'amélioration suivants sont les cas les plus fréquents. Le détail des points à revoir est peut-être précisé sur la page de discussion.
- Les titres sont pré-formatés par le logiciel. Ils ne sont ni en capitales, ni en gras.
- Le texte ne doit pas être écrit en capitales (les noms de famille non plus), ni en gras, ni en italique, ni en « petit »…
- Le gras n'est utilisé que pour surligner le titre de l'article dans l'introduction, une seule fois.
- L'italique est rarement utilisé : mots en langue étrangère, titres d'œuvres, noms de bateaux, etc.
- Les citations ne sont pas en italique mais en corps de texte normal. Elles sont entourées par des guillemets français : « et ».
- Les listes à puces sont à éviter, des paragraphes rédigés étant largement préférés. Les tableaux sont à réserver à la présentation de données structurées (résultats, etc.).
- Les appels de note de bas de page (petits chiffres en exposant, introduits par l'outil «  Source ») sont à placer entre la fin de phrase et le point final[comme ça].
- Les liens internes (vers d'autres articles de Wikipédia) sont à choisir avec parcimonie. Créez des liens vers des articles approfondissant le sujet. Les termes génériques sans rapport avec le sujet sont à éviter, ainsi que les répétitions de liens vers un même terme.
- Les liens externes sont à placer uniquement dans une section « Liens externes », à la fin de l'article. Ces liens sont à choisir avec parcimonie suivant les règles définies. Si un lien sert de source à l'article, son insertion dans le texte est à faire par les notes de bas de page.
- La présentation des références doit suivre les conventions bibliographiques. Il est recommandé d'utiliser les modèles {{Ouvrage}}, {{Chapitre}}, {{Article}}, {{Lien web}} et/ou {{Bibliographie}}. Le mode d'édition visuel peut mettre en forme automatiquement les références.
- Insérer une infobox (cadre d'informations à droite) n'est pas obligatoire pour parachever la mise en page.

Pour une aide détaillée, merci de consulter Aide:Wikification.
Si vous pensez que ces points ont été résolus, vous pouvez retirer ce bandeau et améliorer la mise en forme d'un autre article.
Philipp Julius Siegfried Nagl (né le 17 février 1982) est une personnalité autrichienne travaillant dans le secteur ferroviaire. Depuis le 27 décembre 2023, il est président du conseil d'administration de DB InfraGO, le gestionnaire d'infrastructure ferroviaire allemand.

## Parcours professionnel
Philipp Nagl a été collaborateur scientifique à l'Institut d'économie des transports et de logistique de l'Université d'économie de Vienne. En 2008, il y a obtenu un doctorat en sciences économiques sous la direction de Sebastian Kummer sur les influences de la croissance de la capacité de chargement des moyens de transport sur la production de prestations de transport dans la comparaison des modes de transport en se concentrant sur le transport routier de marchandises. Il a également été chargé de cours à l'université et a occupé différentes fonctions de recherche et de conseil.5 De 2011 à 2014, il a été directeur du développement commercial pour le secteur du transport de voyageurs des chemins de fer autrichiens. Il a alors mis en œuvre de nouvelles stratégies dans des domaines tels que l'horaire cadencé, la gestion des véhicules, des trains de nuit et de la distribution.5 Il a occupé différentes fonctions chez DB Fernverkehr, notamment celles de directeur de la gestion de l'offre (vers 2015), de directeur des horaires et de la gestion du trafic et, plus récemment (depuis le 16 novembre 20187), de directeur de la production. Le 15 août 2022, Nagl est devenu président du directoire de DB Netz.8 Il a succédé dans cette fonction à Frank Sennhenn, qui a pris une retraite anticipée.9 Avec la fusion de DB Station&Service dans DB Netz et son changement de nom simultané en DB InfraGO le 27 décembre 2023, il est devenu président du directoire de cette dernière..